# Beuzeville
Beuzeville je francouzská obec v departementu Eure v regionu Normandie. V roce 2010 zde žilo 4 178 obyvatel. Je centrem kantonu Beuzeville.

## Vývoj počtu obyvatel
Počet obyvatel 